# B2K (Band)
B2K war eine US-amerikanische Boygroup.

## Biografie
Die Band wurde im Jahr 2001 während des Showcase for new Talent von Epic Records entdeckt. Ihre erste Single Uh Huh, die bereits Ende 2001 veröffentlicht wurde, erreichte in den USA Platinstatus. Die Alben B2K und Pandemonium! erhielten Gold- bzw. Platinstatus. Des Weiteren war die Band je zweimal für die MTV Video Music Awards und die American Music Awards nominiert. Im Jahr 2004 übernahmen B2K zusammen mit den Mitgliedern der Band IMx in dem Film Streetstyle (You Got Served) die Hauptrollen und sangen auch den dazugehörenden Soundtrack ein. Ebenfalls im Jahr 2004 verkündete Manager Chris Strokes jedoch die Auflösung der Band. Für das Jahr 2008 planten B2K mit der Single Body UP ein Comeback, jedoch ohne Omarion, der nach dem Aus der Band eine erfolgreiche Solokarriere in Amerika starten konnte.

## Diskografie

### Studioalben
| Jahr | Titel              | Höchstplatzierung, Gesamtwochen, AuszeichnungChartplatzierungen (Jahr, Titel, Platzierungen, Wochen, Auszeichnungen, Anmerkungen) | Höchstplatzierung, Gesamtwochen, AuszeichnungChartplatzierungen (Jahr, Titel, Platzierungen, Wochen, Auszeichnungen, Anmerkungen) | Höchstplatzierung, Gesamtwochen, AuszeichnungChartplatzierungen (Jahr, Titel, Platzierungen, Wochen, Auszeichnungen, Anmerkungen) | Höchstplatzierung, Gesamtwochen, AuszeichnungChartplatzierungen (Jahr, Titel, Platzierungen, Wochen, Auszeichnungen, Anmerkungen) | Anmerkungen                             |
| Jahr | Titel              | DE | CH | UK | US | Anmerkungen                             |
| ---- | ------------------ | --- | --- | --- | --- | --------------------------------------- |
| 2002 | B2K                | — | — | — | US2 Gold · (33 Wo.)US | Erstveröffentlichung: 12. März 2002     |
| 2002 | Santa Hooked Me Up | — | — | — | US132 (4 Wo.)US | Erstveröffentlichung: 29. Oktober 2002  |
| 2002 | Pandemonium!       | DE43 (6 Wo.)DE | CH60 (10 Wo.)CH | UK35 Silber · (15 Wo.)UK | US10 Platin · (35 Wo.)US | Erstveröffentlichung: 10. Dezember 2002 |

### Kompilationen
- 2004: Greatest Hits
- 2006: B2K Is Hot! Boys of the Millennium

### Remixalben
| Jahr | Titel                  | Höchstplatzierung, Gesamtwochen, AuszeichnungChartsChartplatzierungen (Jahr, Titel, Platzierungen, Wochen, Auszeichnungen, Anmerkungen) | Anmerkungen                         |
| Jahr | Titel                  | US | Anmerkungen                         |
| ---- | ---------------------- | --- | ----------------------------------- |
| 2002 | B2K The Remixes Vol. 1 | US129 (4 Wo.)US | Erstveröffentlichung: 12. März 2002 |
| 2003 | B2K The Remixes Vol. 2 | US192 (1 Wo.)US | Erstveröffentlichung: 1. Juli 2003  |

### Soundtracks
| Jahr | Titel                   | Höchstplatzierung, Gesamtwochen, AuszeichnungChartsChartplatzierungen (Jahr, Titel, Platzierungen, Wochen, Auszeichnungen, Anmerkungen) | Anmerkungen                             |
| Jahr | Titel                   | US | Anmerkungen                             |
| ---- | ----------------------- | --- | --------------------------------------- |
| 2003 | Street Style Soundtrack | US34 Gold · (… Wo.)US | Erstveröffentlichung: 23. Dezember 2003 |

### Singles
| Jahr | Titel Album                      | Höchstplatzierung, Gesamtwochen, AuszeichnungChartplatzierungen (Jahr, Titel, Album, Platzierungen, Wochen, Auszeichnungen, Anmerkungen) | Höchstplatzierung, Gesamtwochen, AuszeichnungChartplatzierungen (Jahr, Titel, Album, Platzierungen, Wochen, Auszeichnungen, Anmerkungen) | Höchstplatzierung, Gesamtwochen, AuszeichnungChartplatzierungen (Jahr, Titel, Album, Platzierungen, Wochen, Auszeichnungen, Anmerkungen) | Höchstplatzierung, Gesamtwochen, AuszeichnungChartplatzierungen (Jahr, Titel, Album, Platzierungen, Wochen, Auszeichnungen, Anmerkungen) | Höchstplatzierung, Gesamtwochen, AuszeichnungChartplatzierungen (Jahr, Titel, Album, Platzierungen, Wochen, Auszeichnungen, Anmerkungen) | Anmerkungen                                           |
| Jahr | Titel Album                      | DE | AT | CH | UK | US | Anmerkungen                                           |
| ---- | -------------------------------- | --- | --- | --- | --- | --- | ----------------------------------------------------- |
| 2001 | Uh Huh B2K                       | — | — | — | UK35 (2 Wo.)UK | US37 (22 Wo.)US | Erstveröffentlichung: 18. Juli 2001                   |
| 2002 | Gots Ta Be B2K                   | — | — | — | — | US34 (18 Wo.)US | Erstveröffentlichung: 26. Februar 2002                |
| 2002 | Why I Love You B2K               | — | — | — | — | US73 (4 Wo.)US | Erstveröffentlichung: 14. Mai 2002                    |
| 2002 | Bump, Bump, Bump Pandemonium!    | DE7 Gold · (16 Wo.)DE | AT48 (10 Wo.)AT | CH2 (23 Wo.)CH | UK11 Silber · (8 Wo.)UK | US1 (22 Wo.)US | Erstveröffentlichung: 23. Oktober 2002 feat. P. Diddy |
| 2003 | Girlfriend Pandemonium!          | DE41 (7 Wo.)DE | — | CH19 (8 Wo.)CH | UK10 (10 Wo.)UK | US30 (13 Wo.)US | Erstveröffentlichung: 17. Februar 2003                |
| 2003 | Uh Huh 2003 –                    | — | — | — | UK31 (2 Wo.)UK | — | Erstveröffentlichung: 2003                            |
| 2003 | Badaboom Street Style Soundtrack | — | — | — | UK26 (5 Wo.)UK | US59 (8 Wo.)US | Erstveröffentlichung: 2003 feat. Fabolous             |
| 2003 | Feelin’ Freaky Nick Cannon       | — | — | — | — | US92 (3 Wo.)US | Erstveröffentlichung: 2003 Nick Cannon feat. B2K      |

Weitere Singles
- 2002: Introducing B2K (US: Gold (Videosingle))
- 2003: What a Girl Wants
- 2004: Do That Thing (feat. Lil’ Kim)